# Julio Mueller
Julio Mueller Luján (ur. 28 lutego 1905 w Chihuahua, zm. 28 marca 1984 w mieście Meksyk) – meksykański zawodnik polo, członek reprezentacji Meksyku na letnich igrzyskach olimpijskich w 1936 roku, brązowy medalista olimpijski.
Na Letnich Igrzyskach Olimpijskich 1936 w Berlinie zdobył brązowy medal po zwycięstwie z Węgrami w meczu o trzecie miejsce. Były to jego jedyne igrzyska olimpijskie. Zespół razem z nim tworzyli Juan Gracía, Antonio Nava i Alberto Ramos.